# Gisele Miró
Gisele Miró (1º novembre 1968) è un'ex tennista brasiliana.

## Biografia
A livello giovanile ha raggiunto la semifinale del singolare ragazze al Torneo di Wimbledon 1986 dove è stata sconfitta da Leila Meskhi. Nel circuito principale ha vinto due titoli ITF in singolare e uno nel doppio femminile.
Ha rappresentato la sua nazione alle Olimpiadi del 1988 venendo sconfitta al primo turno e ai X Giochi panamericani dove invece è riuscita a conquistare due medaglie.